# اچ‌ام‌ان‌زداس پوریری (تی۰۲)
اچ‌ام‌ان‌زداس پوریری (تی۰۲) (به انگلیسی: HMNZS Puriri (T02)) یک کشتی بود که طول آن ۵۷٫۴ متر (۱۸۸ فوت) بود. این کشتی در سال ۱۹۳۳ ساخته شد.